# Ronna Romney McDaniel

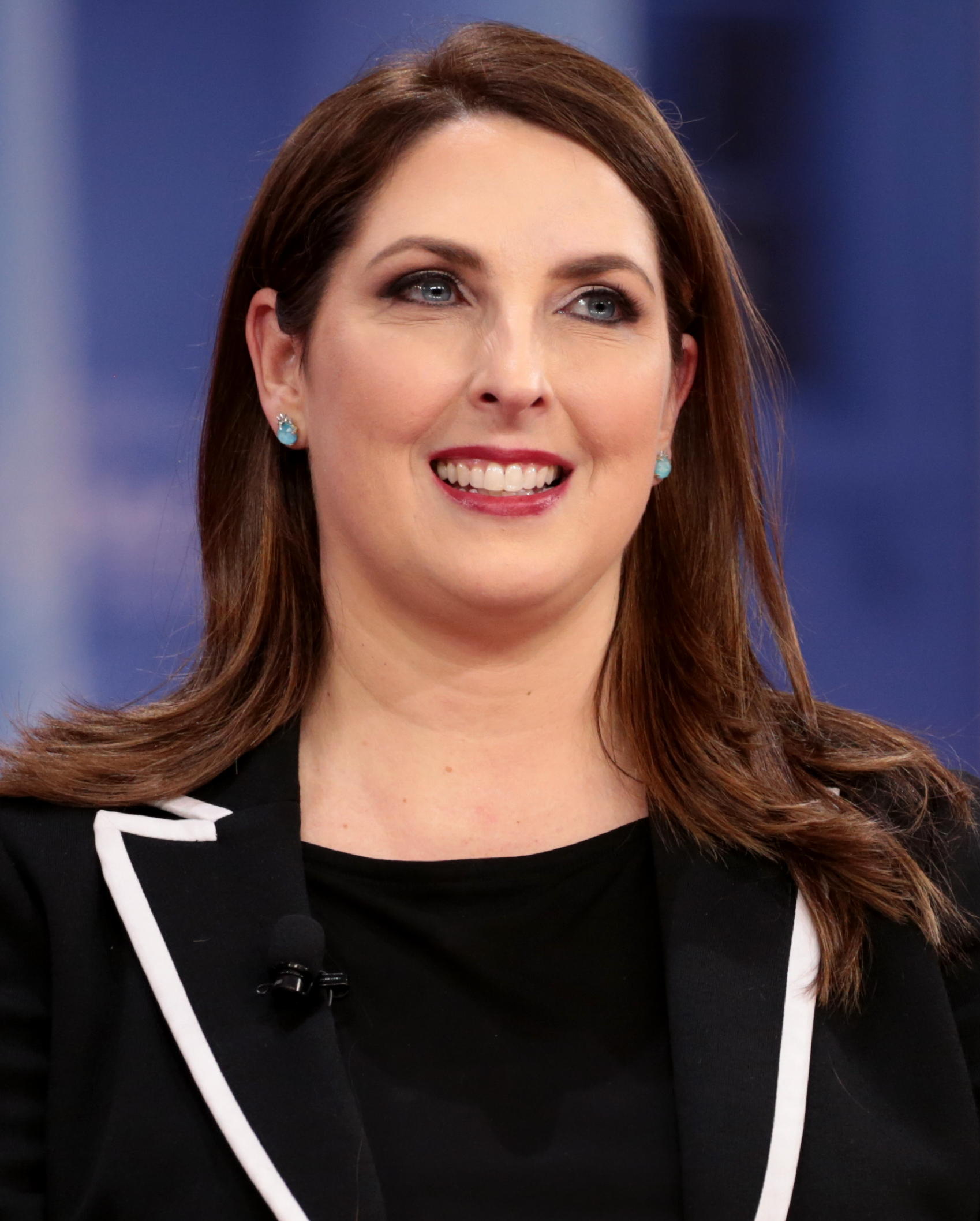
Ronna Romney McDaniel (2018)

Ronna Romney McDaniel (* 20. März 1973 in Austin, Texas) ist eine US-amerikanische Politikerin und war vom 19. Januar 2017 bis zum 8. März 2024 Vorsitzende des Republican National Committee, der Parteiorganisation der Republikaner.

## Leben
Ronna Romney, so ihr Geburtsname, ist die Tochter von Scott und Ronna Romney. Ihre Mutter war bei der Wahl 1996 die unterlegene Kandidatin der Republikanischen Partei für den Senat der Vereinigten Staaten in Michigan. Ihr Vater ist der Bruder von Mitt Romney, dem unterlegenen republikanischen Präsidentschaftskandidaten des Jahres 2012. Ihr Großvater George W. Romney war unter anderem Bauminister der Vereinigten Staaten.
Ronna Romney McDaniel war als Produktionsdirektorin und Geschäftsführerin in der Medienbranche tätig, ehe sie 2012 erstmals politisch aktiv wurde, als sie während der Präsidentschaftskampagne ihres Onkels Mitt den Vorsitz der Women for Mitt innehatte. Ab 2014 gehörte sie als Vertreterin Michigans dem Republican National Committee an. Diese Funktion gab sie auf, als sie im Februar 2015 zur Vorsitzenden der Republikanischen Partei von Michigan gewählt wurde. Sie gab als Ziel an, dass bei der bevorstehenden Präsidentschaftswahl 2016 erstmals seit 1988 die Wahlmännerstimmen des Staates wieder an die Republikaner fallen sollten.
Nachdem dies gelungen war und Donald Trump die Präsidentschaftswahl gegen Hillary Clinton für sich entschieden hatte, sprach sich dieser für McDaniel als neue RNC-Vorsitzende aus. Ihr Vorgänger Reince Priebus war von Trump als neuer Stabschef des Weißen Hauses nominiert worden. Am 19. Januar 2017 erfolgte ihre Wahl in dieses Amt.
Im Dezember 2023 wurde ein Mitschnitt eines Telefonats bekannt, an dem Ronna McDaniel beteiligt war. Am 17. November 2020 hatte Präsident Donald Trump in dem Anruf zwei Mitglieder des Wahlausschusses des Wayne County (Michigan) (Wayne County Board of Canvessers) gedrängt, das Ergebnis der Präsidentschaftswahl 2020 nicht auszufertigen.
Nachdem nach für Republikaner enttäuschenden Ergebnissen in den Wahlen 2022 stieg der Druck auf McDaniel. Am 26. Februar 2024 erklärte sie, dass sie am 8. März 2024 als Vorsitzende des Republican National Committee zurücktreten werde. Am 8. März 2024 wurde Donald Trumps Favorit Michael Whatley zu ihrem Nachfolger gewählt. Ihm wurde Lara Trump, Donald Trumps Schwiegertochter, zur Seite gestellt.